# 9230 Yasuda
9230 Yasuda eller 1996 YY2 är en asteroid i huvudbältet som upptäcktes den 29 december 1996 av den japanska astronomen Naoto Satō vid Chichibu-observatoriet. Den är uppkallad efter Satoshi Yasuda.
Asteroiden har en diameter på ungefär 9 kilometer och den tillhör asteroidgruppen Themis.